# 陆谦受
陆谦受（英語：Luke Him Sau，1904年7月29日—1991年1月23日），广东新会人，出生于香港，20世纪中国建筑师。他是中国现代主义建筑思潮的先锋之一。

## 生平
陆谦受出生于香港湾仔跑马地。1927年赴英国伦敦建築聯盟學院学习。1930年毕业后回到中国，担任上海中国银行总管理处建筑课课长。同年11月，当选英国皇家建筑师协会会员（ARIBA）。1935年出任中国建筑师学会副会长。20世纪30年代，他曾与杨廷宝、童寯、李惠伯被业内并称为“四大名旦”。抗日战争期间前往重庆。战后于1945年回到上海，任教于圣约翰大学建筑学系，并参与了大上海都市计划。同年，他与同样留英归国的黄作燊、陈占祥、王大闳、郑观萱共同创办了五联建筑事务所。1949年陆谦受回到香港，并自己创办了建筑师事务所。1991年在香港去世，终年86岁。
陆谦受的作品包括中国银行大楼、同孚大楼（中国银行西区分行）、中国银行虹口大楼、中国银行青岛分行、金城银行青岛分行、香港华仁书院圣依纳爵小堂等。